# 泰山摩崖石刻
泰山摩崖石刻在泰山及其周圍留存遺跡非常多，著名的有刻於南北清朝朝時期的經石峪《金剛經》，經文刻在約三千平方米的大石坪上，隸書，原有2500多字，現尚存1067個。字大達半米，筆力剛健有力，歷代尊為“大字鼻祖”、“榜書之宗”，是泰山佛教文化的瑰寶。此外還有在岱頂大觀峰崖壁上立于唐玄宗開元十四年由唐玄宗禦制禦書的《紀泰山銘》摩崖石刻等。